# Leon Recanati
Leon Yehuda Recanati (Salónica, 1890 - Tel Aviv, 1945) fue un profesor, comerciante y banquero greco-israelí.
Nacido en el seno de una familia judía de Salónica que había aportado a lo largo de la historia de su comunidad grandes rabinos, fue miembro de la dirección de la comunidad judía de Grecia y representante en la Agencia Judía. Emigró a Palestina en 1935 y, al año siguiente, representó a los judíos griegos en el Congreso Judío Mundial
Fundó el Banco de Descuento de Israel, conocido entonces como Eretz Yisrael Discount Bank, gracias a los aportes de capital que realizaron miembros de su comunidad asentados en Egipto. Hasta su muerte fue un activo miembro de la comunidad sefardita en Israel, creador de varias empresas y filántropo. En la Universidad de Tel Aviv hay una escuela de negocios que lleva su nombre, Escuela Leon Recanati de Graduados en Administración de Empresas y el Instituto Leon Recanati para Estudios Marinos en Haifa.
Los Museos Ralli fueron creados por Harry Recanati, hijo de Leon, y Martine Recanati, esposa de Harry.